# Martin Pěnička
Martin Pěnička (* 10. Dezember 1969 in Prag; † 25. Februar 2023) war ein tschechischer Fußballspieler.

## Karriere
Pěnička begann mit dem Fußballspielen bei Slavia Prag, in der ersten tschechoslowakischen Liga debütierte er in der Saison 1989/90 während seiner Wehrdienstzeit bei RH Cheb. In den nächsten sieben Jahren war er Defensivspieler bei Slavia Prag und trug zum Gewinn des tschechischen Meistertitels 1995/96 bei. Im Sommer 1997 wechselte Pěnička zum KSC Lokeren, wo er regelmäßig spielte. Nach drei Saisonen in Belgien kehrte Pěnička nach Tschechien zurück und schloss sich dem Zweitligisten FK AS Pardubice an, nach wenigen Wochen wechselte er zum Erstligisten FC Stavo Artikel Brünn. Er fehlte nur in sechs Spielen, zur Saison 2001/02 kam als neuer Trainer Karel Večeřa und stellte ihn nicht mehr auf.
Im September 2001 ging Pěnička auf Leihbasis zum FK Mladá Boleslav in die 2. Liga, im März 2002 wurde er an den FC Chomutov abgeschoben. Auch dort war er nicht die gewünschte Verstärkung, Mitte 2003 wechselte er zum damaligen Fünftligisten Řezuz Děčín und beendete am Saisonende seine Karriere.